# Hazleton (Pensilvania)

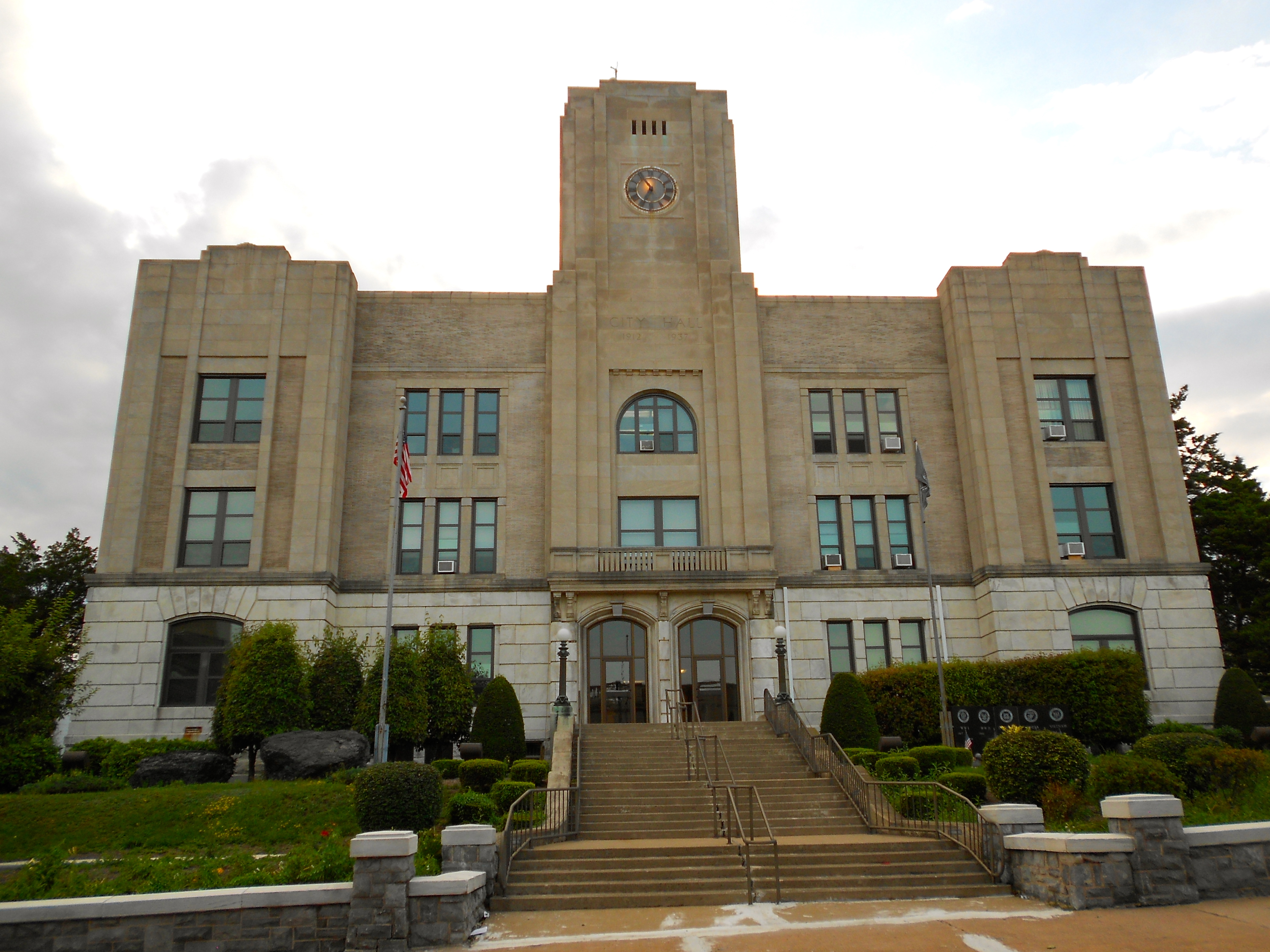
Ayuntamiento

Hazleton es una ciudad ubicada en el condado de Luzerne en el estado estadounidense de Pensilvania. En el año 2000 tenía una población de 23,329 habitantes y una densidad poblacional de 1,508.8 personas por km².

## Historia
En, el gobierno municipal de Hazleton estableció una ley contra alquiler de apartamentos a inmigrantes ilegales pero los tribunales federales bloquearon la ley. En 2014 la Corte Suprema de los Estados Unidos se negó a revisar el caso.
A partir de 2000 4.9% de la población eran hispano o latino. A partir de 2015 aproximadamente 40% de la población eran hispano o latino. Muchos estadounidenses de origen dominicano se trasladaron a Hazleton de la Ciudad Nueva York, incluyendo Bronx y Brooklyn; y Nueva Jersey, incluyendo Newark y Paterson.

## Geografía
Hazleton se encuentra ubicada en las coordenadas 40°57′32″N 75°58′28″O / 40.95889, -75.97444.

## Demografía
Según la Oficina del Censo en 2000 los ingresos medios por hogar en la localidad eran de $28,082 y los ingresos medios por familia eran $37,093. Los hombres tenían unos ingresos medios de $31,144 frente a los $20,926 para las mujeres. La renta per cápita para la localidad era de $17,270. Alrededor del 14.2% de la población estaba por debajo del umbral de pobreza.

## Educación

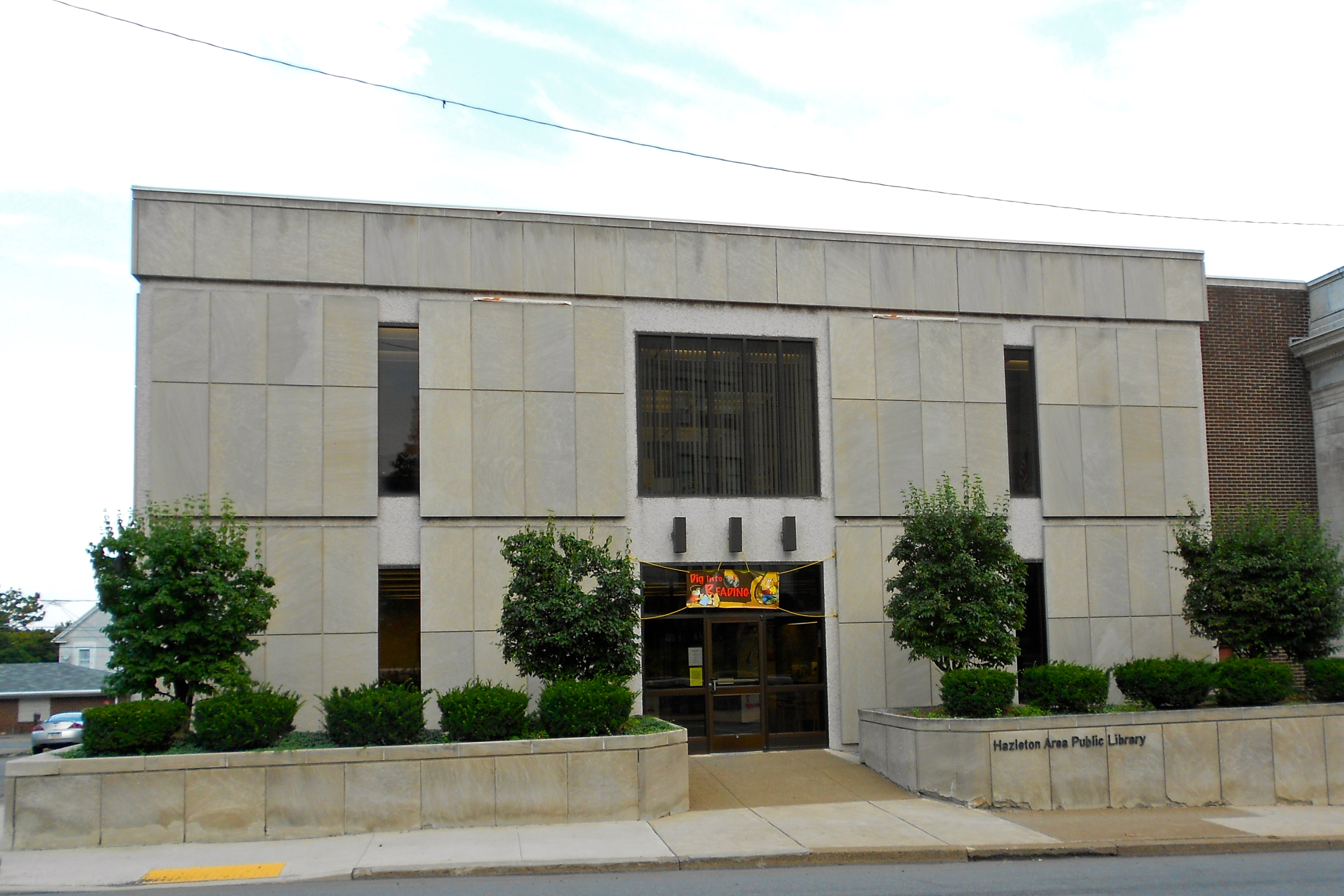
Biblioteca Pública del Área de Hazleton

El Distrito Escolar del Área de Hazleton (HASD) gestiona las escuelas públicas que sirven a Hazleton. La ciudad tiene tres escuelas:
- Escuela Primaria-Intermedia Hazleton
- Escuela Primaria-Intermedia Heights-Terrace
- Escuela Primaria Arthur Street

La Escuela Secundaria del Área de Hazleton en el Municipio de Hazle sirve a la ciudad.
La Biblioteca Pública del Área de Hazleton (Hazleton Area Public Library), que sirve a la ciudad, es una parte del Sistema de Bibliotecas del Condado de Luzerne (Luzerne County Library System).